# 나영환 (가수)
나영환(1981년 9월 20일 ~ )은 대한민국의 가수이다. 2006년 1집 앨범 [나는 할 수 없지만]으로 정식 데뷔했다.

## 학력
- 신장초등학교
- 신장중학교
- 남한고등학교
- 아세아연합신학대학교 신학과 졸업
- 아세아연합신학대학교 대학원 목회학 석사

## 방송
- 제19회 극동방송 복음성가경연대회 (2004) - 대상, PD상
- 극동방송 라디오 FM106.9 [나영환의 클릭비전]진행자(2014-2016)
- 극동방송 라디오 FM106.9 [나영환의 달빛가스펠]진행자(2016-현재)